# Jenő Etter
Jenő Etter (ur. 30 lipca 1897 w Ostrzyhomiu, zm. 16 września 1973) – węgierski prokurator, doktor nauk prawnych, w okresie II wojny światowej burmistrz Ostrzyhomia. W 2021 roku pośmiertnie odznaczony przez Prezydenta RP Andrzeja Dudę medalem Virtus et Fraternitas za niesienie pomocy polskim uchodźcom.

## Życiorys
Jego ojciec, Ödön Etter (1870–1941), był m.in. członkiem rady miejskiej, przewodniczącym Kasyna Széchenyiego oraz prezesem i dyrektorem naczelnym Ostrzyhomskiego Banku Oszczędnościowego. Jego matką była Irén Legény (1877-1961). Jenő Etter był najstarszym z pięciorga dzieci, urodził się w 1897 roku w Ostrzyhomiu. W 1915 ukończył gimnazjum benedyktynów. Po ukończeniu szkoły oficerskiej służył na froncie rosyjskim. Został ranny w Polsce, a ocalenie zawdzięczał polskim chłopom. Ukończył Królewską Węgierską Akademię Ekonomiczną i Akademię Handlową w Magyaróvár, po odbyciu służby wojskowej uzyskał doktorat na Uniwersytecie Prawa, a następnie został mianowany Prokuratorem Generalnym Ostrzyhomia. W 1933 ukazała się praca „Ostrzyhom w służbie węgierskiej kultury łaźni”, a w 1938 praca „Sto lat kasyna Széchenyi w Ostrzyhomiu 1837-1937”.

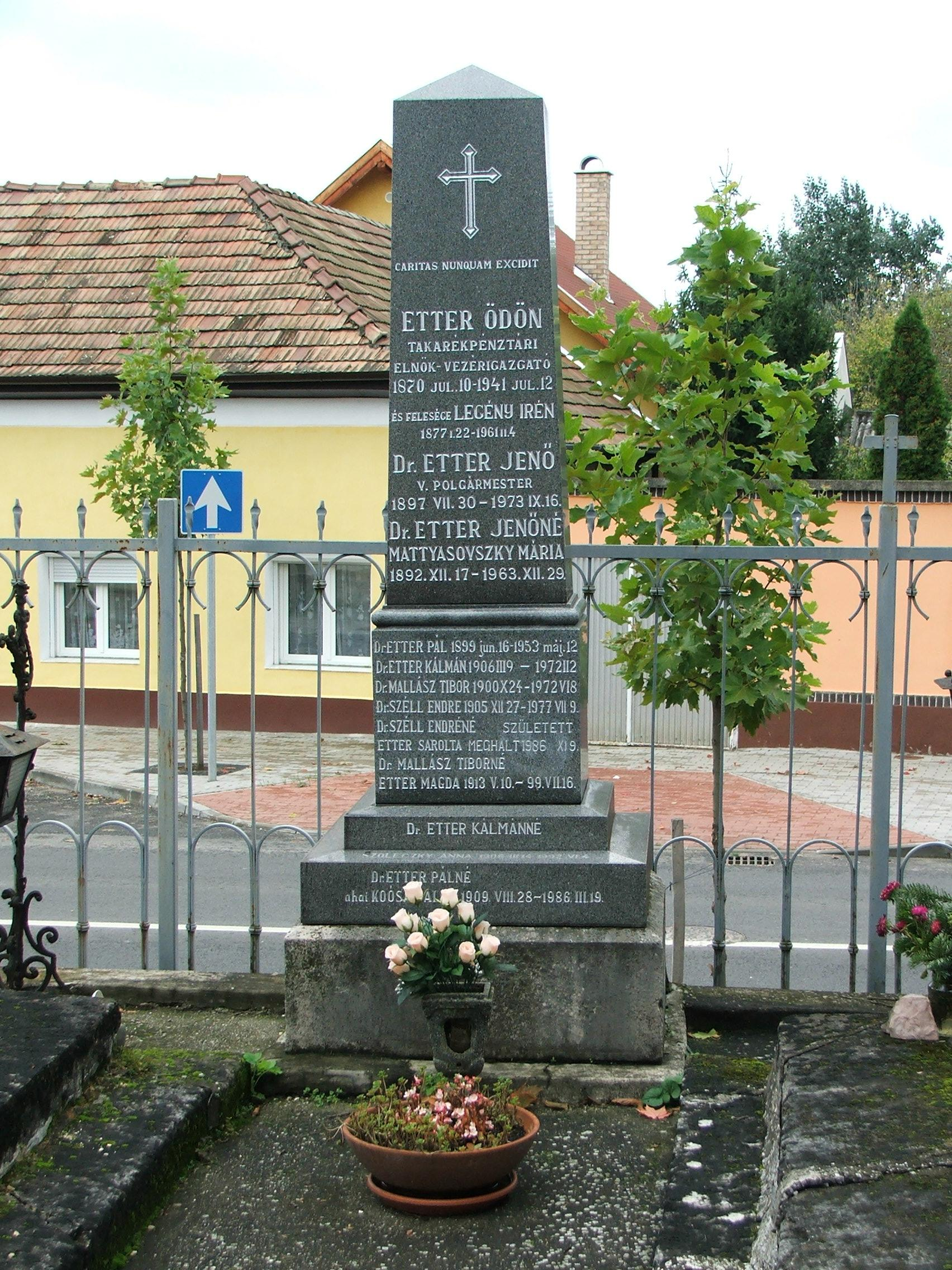
Grób rodziny Etter w Ostrzyhomiu

### Działalność na stanowisku burmistrza Ostrzyhomia

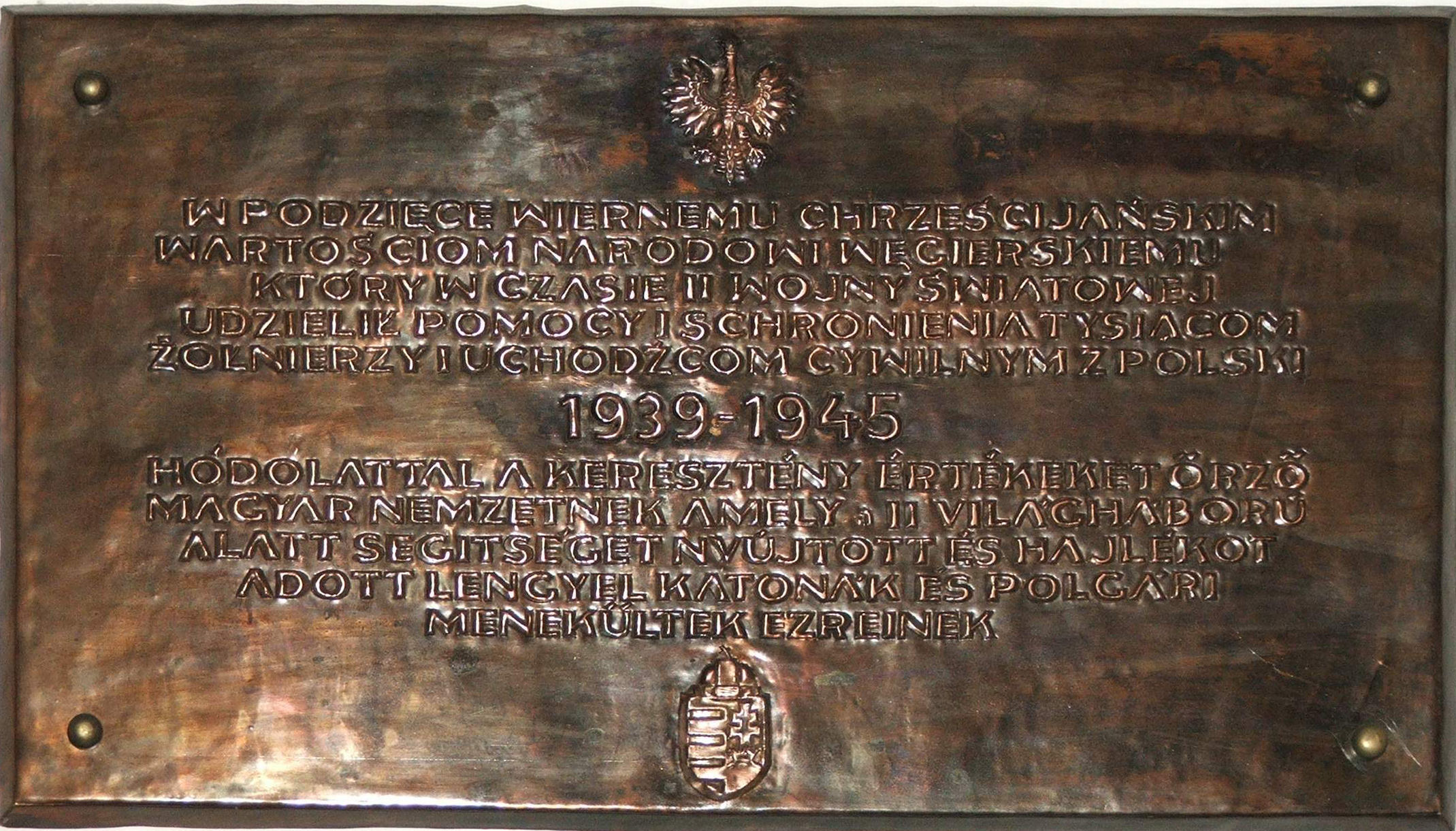
Tablica na bazylice w Ostrzyhomiu upamiętniająca losy Polskich uchodźców

20 stycznia 1941 r. został burmistrzem miasta wybranym spośród pięciu kandydatów. Wśród jego idei rozwoju obszarów miejskich, zrealizowano budowę przystani Stowarzyszenia Levente i zakup sprzętu straży pożarnej. Po niemieckiej inwazji na Polskę podjął kroki z ministrem obrony i udostępnił kurort oficerski w Ostrzyhomiu polskim oficerom uchodźczym. Jako burmistrz działał na rzecz polepszenia warunków bytowych w obozie dla internowanych żołnierzy i cywili z Polski. Udzielił pomocy 5 tys. Polakom przy ucieczce na Zachód i na Bliski Wschód. Gromadził informacje o życiu internowanych na Węgrzech i wysyłał je do krajów alianckich, a także udziela ochrony członkom polskiej konspiracji. Począwszy od marca 1944 r., gdy Węgry zostały zajęte przez Niemcy, Etter wystawiał Polakom dokumenty chroniące ich przed aresztowaniami. Oprócz tego bronił Żydów przez oficjalne przeciwwstawienie się utworzeniu w Ostrzyhomiu getta. Za swoje czyny został zgłoszony do Ministerstwa Spraw Wewnętrznych i Gestapo. Aresztowany przez Gestapo 19 marca 1944 r. został pozbawiony urzędu burmistrza w lipcu 1944 r., miał być przeniesiony do Maramures jako burmistrz, ale odmówił stanowiska. W tym samym czasie w mieście rozpoczęły się pierwsze deportacje Żydów z Ostrzyhomia. Został wyciągnięty z więzienia dzięki pomocy wysoko postawionych przyjaciół, którzy następnie zorganizowali dla niego służbę wojskową na froncie wschodnim. Tam trafił do niewoli sowieckiej. Po powrocie z sowieckiego obozu jenieckiego na Węgry został odsunięty przez władze komunistyczne od sprawowania funkcji publicznych i do przejścia na emeryturę pracował jako portier.
20 lipca 2021 r. został odznaczony przez Prezydenta RP Andrzeja Dudę medalem Virtus et Fraternitas